# Marvin Ávila Jr
Marvin Alexander Ávila Veliz Junior (Nueva Guatemala de la Asunción, 17 de marzo de 2008), es un futbolista guatemalteco que se desempeña como mediapunta en el Antigua Guatemala Fútbol Club de la Liga Nacional de Guatemala. Es también internacional y capitán de la selección sub-17 de Guatemala.
Criado en el barrio de Izabal, Ávila surgió de las categorías juveniles del Santa Lucía Cotzumalguapa, donde pasó cinco temporadas y una temporada con el primer equipo donde hizo su debut profesional en abril de 2023, a los quince años. Considerado uno de los juveniles más prometedores de su país.A pesar de ser propenso a lesiones en los inicios de su carrera, ya en 2024 se estableció como jugador fundamental para el club Antigua Guatemala.
Como internacional guatemalteco, ha representado a su país en diversos torneos internacionales. A nivel juvenil, en 2023 participó con la selección sub-15 en el Sudamericano de República Dominicana y ganó el Torneo Uncaf de la categoría en Costa Rica, torneo en el que fue nombrado mejor jugador y máximo goleador. En 2024, con la sub-16, se proclamó nuevamente campeón y goleador del campeonato. Además, con la sub-20, fue campeón del Torneo Uncaf, destacándose con una de sus actuaciones individuales más notables.

## Inicios
Ávila nació el 17 de marzo de 2008 en Nueva Guatemala de la Asunción. Es hijo, del matrimonio entre Marvin Ávila y Yuri Véliz. Su padre apodado "Titiman" es futbolista y uno de los mejores jugadores de su país. Así mismo es nieto de Cándido Macabi Véliz, jugador de la Liga Nacional en la década de 1970 y 1980 en Juventud Retalteca, Antigua e Izabal. Su familia, originaria de Izabal y de ascendencia garífuna, está afincada en Livingston, localidad ubicada cerca de la vía acuática en la cabecera departamental Puerto Barrios.
Desde los primeros momentos en que jugó a la pelota, se inclinó a la práctica del fútbol ofensivo. Su primer contacto con el mundillo del fútbol se produjo en 2014, formando parte del equipo El Bosque en su colonia. A la edad de nueve años inició en la cantera de Azucareros, progresivamente se formó en la Academia Cartogua hasta llegar al segundo equipo del Santa Lucía Cotzumalguapa. Tras su paso formativo jugó un partido en el primer equipo el 8 de abril de 2023.

## Trayectoria

### Inicios en Antigua Guatemala (2024-presente)

#### Temporada debut
Su debut generaba alta expectativa en el club,se produjo el 31 de enero de 2024, a los 15 años de edad, por un partido de la Liga Nacional, oportunidad en que su equipo Antigua Guatemala enfrentaba a Municipal, uno de los mejores equipos del país. Ávila era suplente y en el entretiempo el entrenador del equipo, Dwight Pezzarossi, lo ingresó con la camiseta número 19, como reemplazante de Kevin Macareño León al comenzar el segundo tiempo. En referencia a esa tarde, Ávila dijo: «ese día toqué el cielo con las manos». En sus primeras jugadas que participó le realizó una asistencia a Romário Luiz da Silva, para el descuento. Después del juego recibió el respeto de los fanáticos, así como las reseñas de prensa:
“Ávila es un jugador habilidoso, con talento, que gusta de encarar y anotar. Es una opción que está contemplando el técnico para la categoría Sub-20 de Guatemala”
En el siguiente partido contra Deportivo Zacapa, Ávila entró en la alineación titular, convirtió su primer gol para la victoria por 1 a 0. El arquero era Álvaro García Zaroba. Este fue su único gol durante ese 2024 para Ávila. Además, se consagró campeón en la categoría especial con el Antigua GFC al vencer al Deportivo Mixco en penales.

## Con la Selección Nacional

### Categorías inferiores (2023-presente)
Formó parte del plantel que disputó el Torneo Uncaf Sub-15 de 2023 disputado en Costa Rica. Ávila ya era la figura indiscutida de la reserva del Santa Lucía y del fútbol guatemalteco, por lo que su rendimiento en el campeonato fue destacado. Convirtió seis goles durante la fase de grupos, en la que Guatemala se impuso sobre Belice, Panamá y Honduras. En la final, vencieron a Costa Rica por 3 a 0, con un gol de Ibañez y dos de Ávila, coronando a Guatemala como campeona del torneo. Ávila recibió el galardón de máximo goleador, con ocho tantos.Luego, disputó el Campeonato Sub-15 de la Concacaf, donde llegaron a los cuartos de final, siendo nuevamente el máximo anotador de su país con cuatro goles.
Después de disputar el torneo, el técnico de la selección guatemalteca Sub-20, Marvin Cabrera, lo convocó para el Torneo Uncaf Sub-19 de 2024. El equipo tuvo una destacada actuación, superando en la fase de grupos a Cuba, Belice y Costa Rica. Se coronaron campeones del torneo centroamericano en tanda de penales frente a la selección de Panamá.Ávila fue el jugador más joven del cuadro nacional en dicho torneo consagrándose con dos anotaciones. Luego, disputó el Campeonato Sub-20 de la Concacaf, participando en la fase preliminar y fase final.
Rigoberto Gómez lo convocó a la selección Sub-16 para el Torneo Uncaf de la categoría, celebrado en Costa Rica. Ávila lideró al equipo a la victoria, anotando en todos los partidos que jugó y logrando dobletes en tres de ellos, incluyendo la final frente a Honduras. Alcanzó su tercer título en la competición y fue galardonado como máximo goleador, con siete tantos.
En 2025, Ávila disputó con la selección Sub-17 las eliminatorias a la Copa del Mundo de esa misma categoría, marcando tres goles en los primeros dos partidos, uno a Antigua y Barbuda y dos a San Vicente y las Granadinas.

#### Resumen de goles internacionales
| 1  | 28 de abril de 2023  | Complejo Deportivo FCRF-Plycem, San Rafael, Costa Rica | Guatemala - Belice               | 4 - 1 | Torneo Uncaf Sub-15              |
| 2  | 28 de abril de 2023  | Complejo Deportivo FCRF-Plycem, San Rafael, Costa Rica | Guatemala - Belice               | 4 - 1 | Torneo Uncaf Sub-15              |
| 3  | 30 de abril de 2023  | Complejo Deportivo FCRF-Plycem, San Rafael, Costa Rica | Guatemala - Panamá               | 2 - 1 | Torneo Uncaf Sub-15              |
| 4  | 30 de abril de 2023  | Complejo Deportivo FCRF-Plycem, San Rafael, Costa Rica | Guatemala - Panamá               | 2 - 1 | Torneo Uncaf Sub-15              |
| 5  | 2 de mayo de 2023    | Complejo Deportivo FCRF-Plycem, San Rafael, Costa Rica | Guatemala - Honduras             | 3 - 1 | Torneo Uncaf Sub-15              |
| 6  | 2 de mayo de 2023    | Complejo Deportivo FCRF-Plycem, San Rafael, Costa Rica | Guatemala - Honduras             | 3 - 1 | Torneo Uncaf Sub-15              |
| 7  | 4 de mayo de 2023    | Complejo Deportivo FCRF-Plycem, San Rafael, Costa Rica | Guatemala - Costa Rica           | 3 - 0 | Torneo Uncaf Sub-15              |
| 8  | 4 de mayo de 2023    | Complejo Deportivo FCRF-Plycem, San Rafael, Costa Rica | Guatemala - Costa Rica           | 3 - 0 | Torneo Uncaf Sub-15              |
| 9  | 8 de agosto de 2023  | Estadio Olímpico Félix Sánchez, Santo Domingo          | Guatemala - República Dominicana | 3 - 0 | Campeonato Sub-15 de la Concacaf |
| 10 | 8 de agosto de 2023  | Estadio Olímpico Félix Sánchez, Santo Domingo          | Guatemala - República Dominicana | 3 - 0 | Campeonato Sub-15 de la Concacaf |
| 11 | 8 de agosto de 2023  | Estadio Olímpico Félix Sánchez, Santo Domingo          | Guatemala - República Dominicana | 3 - 0 | Campeonato Sub-15 de la Concacaf |
| 12 | 10 de agosto de 2023 | Estadio Olímpico Félix Sánchez, Santo Domingo          | Guatemala - Estados Unidos       | 1 -4  | Campeonato Sub-15 de la Concacaf |

| 1 | 17 de mayo de 2024 | Complejo Deportivo FCRF-Plycem, San Rafael, Costa Rica | Guatemala - El Salvador | 5 - 1 | Torneo Uncaf Sub-16 |
| 2 | 19 de mayo de 2024 | Complejo Deportivo FCRF-Plycem, San Rafael, Costa Rica | Guatemala - Belice      | 3 - 1 | Torneo Uncaf Sub-16 |
| 3 | 19 de mayo de 2024 | Complejo Deportivo FCRF-Plycem, San Rafael, Costa Rica | Guatemala - Belice      | 3 - 1 | Torneo Uncaf Sub-16 |
| 4 | 21 de mayo de 2024 | Complejo Deportivo FCRF-Plycem, San Rafael, Costa Rica | Guatemala - Costa Rica  | 4 - 3 | Torneo Uncaf Sub-16 |
| 5 | 21 de mayo de 2024 | Complejo Deportivo FCRF-Plycem, San Rafael, Costa Rica | Guatemala - Costa Rica  | 4 - 3 | Torneo Uncaf Sub-16 |
| 6 | 23 de mayo de 2024 | Complejo Deportivo FCRF-Plycem, San Rafael, Costa Rica | Guatemala - Honduras    | 2 - 2 | Torneo Uncaf Sub-16 |
| 7 | 23 de mayo de 2024 | Complejo Deportivo FCRF-Plycem, San Rafael, Costa Rica | Guatemala - Honduras    | 2 - 2 | Torneo Uncaf Sub-16 |

| 1 | 11 de febrero de 2025 | Estadio Cementos Progreso, Ciudad de Guatemala | Guatemala - Antigua y Barbuda            | 2 - 1 | Eliminatorias Mundial 2025 |
| 2 | 13 de febrero de 2025 | Estadio Cementos Progreso, Ciudad de Guatemala | Guatemala - San Vicente y las Granadinas | 5 - 0 | Eliminatorias Mundial 2025 |
| 3 | 13 de febrero de 2025 | Estadio Cementos Progreso, Ciudad de Guatemala | Guatemala - San Vicente y las Granadinas | 5 - 0 | Eliminatorias Mundial 2025 |

| 1 | 21 de enero de 2024 | Estadio Cementos Progreso, Tegucigalpa, Honduras | Guatemala - Belice | 6 - 0 | Torneo Uncaf Sub-20              |
| 2 | 21 de enero de 2024 | Estadio Cementos Progreso, Tegucigalpa, Honduras | Guatemala - Belice | 6 - 0 | Torneo Uncaf Sub-20              |
| 3 | 27 de julio de 2024 | Estadio Sergio León Chávez, Irapuato, México     | Guatemala - Haití  | 5 - 1 | Campeonato Sub-20 de la Concacaf |

## Perfil de jugador
Es un creador de juego polivalente que generalmente jugaba en un rol libre, ofensivo delante de los mediocampistas o como segunda punta en una doble delantera. Considerado como un jugador joven prometedor, se le considera un extremo diminuto, dinámico, inteligente, trabajador y ágil, con un centro de gravedad bajo, además de un pase y una conciencia impresionantes.Además, es conocido por su ojo para el último balón y su capacidad para brindar asistencias a sus compañeros de equipo, lo que lo convierte en un creador de juego eficaz.Es, además, un preciso lanzador de tiros libres, que comenzó a mejorar en las bases de Azucareros Jr y en los entrenamientos de la selección menor. También suele anotar picando la pelota por encima del arquero.
La corta trayectoria y habilidades de Marvin Ávila Jr ciertamente pintan un retrato de un jugador dinámico y prometedor.Su versatilidad en el campo, capaz de adaptarse a varias posiciones ofensivas, habla mucho sobre su capacidad de adaptación y comprensión táctica. Ser descrito como un "jugador de materia prima extraordinaria" por Luis Fernando Tena resalta su velocidad y destreza ofensiva, al mismo tiempo que subraya su potencial para impactar juegos desde múltiples posiciones.Además, su energía, habilidad para superar oponentes uno contra uno lo convirtieron en un activo valioso para romper defensas obstinadas durante su paso en las categorías inferiores de la selección nacional.

### Valor de mercado
A junio de 2024, el valor de mercado del futbolista Marvin Ávila Jr. es de 150 mil euros, según Transfermarkt. Esta valoración toma en cuenta su desempeño reciente en el campo, su historial de lesiones, su edad, y su capacidad para contribuir al éxito de su equipo. Los valores de mercado de los jugadores están influenciados por las condiciones económicas generales, la demanda en el mercado de transferencias, y las políticas de los clubes respecto a la contratación de nuevos talentos.
| Equipo      | País      | Valor     | Fecha         |
| ----------- | --------- | --------- | ------------- |
| Antigua GFC | Guatemala | € 150,000 | Junio de 2024 |

Fuente: Transfermarkt.

## Estadísticas

### Clubes
Actualizado al último partido jugado el 25 de julio de 2025.
| Club                       | Div           | Temporada     | Liga  | Liga  | Liga   | Copas | Copas | Copas  | Internacional | Internacional | Internacional | Total | Total | Total  | Media goleadora |
| Club                       | Div           | Temporada     | Part. | Goles | Asist. | Part. | Goles | Asist. | Part.         | Goles         | Asist.        | Part. | Goles | Asist. | Media goleadora |
| -------------------------- | ------------- | ------------- | ----- | ----- | ------ | ----- | ----- | ------ | ------------- | ------------- | ------------- | ----- | ----- | ------ | --------------- |
| FC Santa Lucía · Guatemala | 1.ª           | 2023-24       | 1     | 0     | 0      | —     | —     | —      | —             | —             | —             | 1     | 0     | 0      | 0               |
| FC Santa Lucía · Guatemala | Total         | Total         | 1     | 0     | 0      | 0     | 0     | 0      | 0             | 0             | 0             | 1     | 0     | 0      | 0               |
| Antigua GFC · Guatemala    | 1.ª           | 2023-24       | 8     | 1     | 1      | —     | —     | —      | —             | —             | —             | 8     | 1     | 1      | 0.13            |
| Antigua GFC · Guatemala    | 1.ª           | 2024-25       | 11    | 0     | 1      | —     | —     | —      | 2             | 0             | 0             | 13    | 0     | 1      | 0               |
| Antigua GFC · Guatemala    | 1.ª           | 2025-26       | 2     | 0     | 1      | —     | —     | —      | 0             | 0             | 0             | 2     | 0     | 1      | 0               |
| Antigua GFC · Guatemala    | Total club    | Total club    | 21    | 1     | 3      | 0     | 0     | 0      | 2             | 0             | 0             | 23    | 1     | 3      | 0.04            |
| Total carrera              | Total carrera | Total carrera | 22    | 1     | 3      | 0     | 0     | 0      | 2             | 0             | 0             | 24    | 1     | 3      | 0.04            |
| 1.                         |               |               |       |       |        |       |       |        |               |               |               |       |       |        |                 |

### Selecciones
Actualizado al último partido jugado el 16 de febrero de 2025.
| Selección | Temporada     | Amistosos | Amistosos | Amistosos | Sudamérica(1) | Sudamérica(1) | Sudamérica(1) | Mundial | Mundial | Mundial | Total | Total | Total  | Media goleadora |
| Selección | Temporada     | Part.     | Goles     | Asist.    | Part.         | Goles         | Asist.        | Part.   | Goles   | Asist.  | Part. | Goles | Asist. | Media goleadora |
| --- | ------------- | --------- | --------- | --------- | ------------- | ------------- | ------------- | ------- | ------- | ------- | ----- | ----- | ------ | --------------- |
| Sub-15 · Guatemala | 2023          | —         | —         | —         | 8             | 12            | 0             | —       | —       | —       | 8     | 12    | 0      | 1.5             |
| Sub-15 · Guatemala | Total         | 0         | 0         | 0         | 8             | 12            | 0             | 0       | 0       | 0       | 8     | 12    | 0      | 1.5             |
| Sub-16 · Guatemala | 2024          | —         | —         | —         | 4             | 7             | 0             | —       | —       | —       | 4     | 7     | 0      | 1.75            |
| Sub-16 · Guatemala | Total         | 0         | 0         | 0         | 4             | 7             | 0             | 0       | 0       | 0       | 4     | 7     | 0      | 1.75            |
| Sub-17 · Guatemala | 2025          | 0         | 0         | 0         | 3             | 3             | 0             | 0       | 0       | 0       | 3     | 3     | 0      | 1               |
| Sub-17 · Guatemala | Total         | 0         | 0         | 0         | 3             | 3             | 0             | 0       | 0       | 0       | 3     | 3     | 0      | 1               |
| Sub-20 · Guatemala | 2023          | 1         | 0         | 0         | —             | —             | —             | —       | —       | —       | 1     | 0     | 0      | 0               |
| Sub-20 · Guatemala | 2024          | 1         | 0         | 0         | 12            | 3             | 1             | —       | —       | —       | 13    | 3     | 1      | 0.23            |
| Sub-20 · Guatemala | Total         | 2         | 0         | 0         | 12            | 3             | 1             | 0       | 0       | 0       | 14    | 3     | 1      | 0.21            |
| Total carrera | Total carrera | 2         | 0         | 0         | 27            | 25            | 1             | 0       | 0       | 0       | 29    | 25    | 1      | 0.86            |
| (1) Incluye los partidos del Torneo Uncaf Sub-15 (2023); Campeonato Sub-15 (2023); Torneo Uncaf Sub-16 (2024); Torneo Uncaf Sub-19 (2024); Campeonato Sub-20 (2024); Campeonato Sub-17 (2025) |               |           |           |           |               |               |               |         |         |         |       |       |        |                 |

### Hat-tricks
| 1 | 8 de agosto de 2023 | Estadio Olímpico Félix Sánchez, Santo Domingo | Guatemala Sub-15 - Republica Dominicana Sub-15 |  | 3 - 0 | Campeonato Sub-15 de la Concacaf |

## Palmarés

### Torneos cortos
| Título          | Club        | País      | Año  |
| --------------- | ----------- | --------- | ---- |
| Torneo Clausura | Antigua GFC | Guatemala | 2025 |

### Campeonatos internacionales
| Título              | Equipo           | País       | Año  |
| ------------------- | ---------------- | ---------- | ---- |
| Torneo Uncaf Sub-15 | Guatemala Sub-15 | Costa Rica | 2023 |
| Torneo Uncaf Sub-19 | Guatemala Sub-20 | Honduras   | 2024 |
| Torneo Uncaf Sub-16 | Guatemala Sub-16 | Costa Rica | 2024 |

### Distinciones individuales
| Año  | Distinción                                        |
| ---- | ------------------------------------------------- |
| 2023 | Máximo goleador del Torneo Uncaf Sub-15 (8 goles) |
| 2024 | Máximo goleador del Torneo Uncaf Sub-16 (7 goles) |